# فورت جورج جی. مید
فورت جورج جی. مید (به انگلیسی: Fort George G. Meade) پایگاه نظامی نیروی زمینی ایالات متحده آمریکا در ایالت مریلند می‌باشد. ستاد فرماندهی ناوگان دهم ایالات متحده آمریکا، سرویس امنیت مرکزی و فرماندهی سایبری ناوگان ایالات متحده آمریکا در این پایگاه قرار دارد.